# Krwawa łza
Krwawa łza – polski koktajl alkoholowy popularny w międzywojennym Poznaniu, wymyślony i serwowany przez destylatora Romana Kowalskiego w jednej z najbardziej eleganckich restauracji ówczesnego miasta - Kantorowiczu przy ul. 27 Grudnia 5.
Drink składał się z czystej, polskiej wódki podawanej w kieliszku, do której barman wsączał kroplę gęstego soku wiśniowego w taki sposób, że zawisała ona pośrodku naczynia. Kowalski był wynalazcą innych drinków znanych mieszkańcom Poznania i gościom targowym, m.in. Lokomotywy (wódka kakaowo-czekoladowa przyprawiana korzeniami z ziarnem naturalnej kawy) czy Spódnic łowickich (wachlarz kolorystyczny różnych alkoholi).